# Mohammad Reza Geraei
Mohammad Reza Abdolhami Geraei (in persiano محمدرضا گرایی‎; Shiraz, 27 luglio 1996) è un lottatore iraniano, specializzato nella lotta greco-romana, campione olimpico nel torneo dei 67 kg ai Giochi olimpici estivi di Tokyo 2020 e iridato ai mondiali di Oslo 2021.

## Biografia
È fratello del lottatore di caratura internazionale Mohammadali Geraei.

## Palmarès
| Anno | Manifestazione          | Sede       | Evento | Risultato | Note |
| ---- | ----------------------- | ---------- | ------ | --------- | ---- |
| 2016 | Asiatici junior         | Manila     | 60 kg  | Argento   |      |
| 2016 | Mondiali junior         | Mâcon      | 60 kg  | 23º       |      |
| 2016 | Mondiali universitari   | Çorum      | 66 kg  | Bronzo    |      |
| 2018 | Giochi asiatici         | Giacarta   | 67 kg  | Bronzo    |      |
| 2018 | Mondiali                | Budapest   | 67 kg  | 8º        |      |
| 2019 | Campionati asiatici U23 | Ulan Bator | 77 kg  | Argento   |      |
| 2019 | Campionati asiatici     | Xi'an      | 72 kg  | Oro       |      |
| 2019 | Mondiali U23            | Budapest   | 72 kg  | Oro       |      |
| 2021 | Giochi olimpici         | Tokyo      | 67 kg  | Oro       |      |
| 2021 | Mondiali                | Oslo       | 67 kg  | Oro       |      |